# Boris Cebotari
Boris Cebotari (n. 3 februarie 1975 – d. 15 iulie 2012) a fost un fotbalist din  Republica Moldova, care a jucat pe postul de mijlocaș central. S-a consacrat prin evoluția la echipa FC Zimbru Chișinău, fiind considerat o legendă a clubului.

## Viața și cariera
Boris Cebotari și-a început cariera la clubul FC Zimbru Chișinău în anul 1992, iar până în 1998 a evoluat în 120 de partide, marcând 24 de goluri pentru echipă. În 1999 Cebotari a trecut la echipa Tiligul-Tiras Tiraspol, pentru care a evoluat doar 5 meciuri. În același an a revenit în strada Butucului (a evoluat în 15 meciuri și a înscris de 2 ori). În anul 2000 Boris Cebotari a apărat culorile formației Agro Chișinău, în 17 partide marcând de 4 ori.
Au urmat alte 4 sezoane la FC Zimbru Chișinău, între 2000-2004, unde în 86 de meciuri a înscris de 16 ori. Per total pentru Zimbru a jucat 206 partide și a înscris 40 de goluri.
Boris Cebotari a evoluat într-un singur campionat extern, pentru echipa ucraineană Volîn Luțk, din 2004 până în 2006, pentru care și-a trecut în cont 2 goluri în 56 de partide.
În tricoul naționalei Republicii Moldova, mijlocașul a jucat în 39 de partide și a înscris un sigur gol. Boris Cebotari a marcat în poarta bielorușilor în martie 2003 în preliminariile Campionatului European. Atunci selecționata a fost învinsă cu 2-1 în deplasare.
Pe 16 iulie 2012 Boris Cebotari a fost găsit mort în spatele casei în care locuia singur în apartamentul surorii sale. A fost înmormântat la Cimitirul Sfântul Lazăr din Chișinău. Era căsătorit și avea doi copii.